# Velmoc

Tmavě modře jsou zobrazeny velmoci se stálým členstvím v Radě bezpečnosti OSN, světle modře velmoci bez práva veta v Radě bezpečnosti

Velmoc je označení státu, který má díky své hospodářské, vojenské, diplomatické nebo kulturní moci určující vliv na mezinárodní vztahy. Označení velmoc se začalo používat po Vídeňském kongresu z let 1814–1815.
V dnešní době se za velmoci považují především stálí členové Rady bezpečnosti OSN a skupiny G8 – Čína, Francie, Rusko, Spojené království a Spojené státy, jako velmoc bývá označováno také Německo, Japonsko a Itálie.

## Definice a typy velmocí

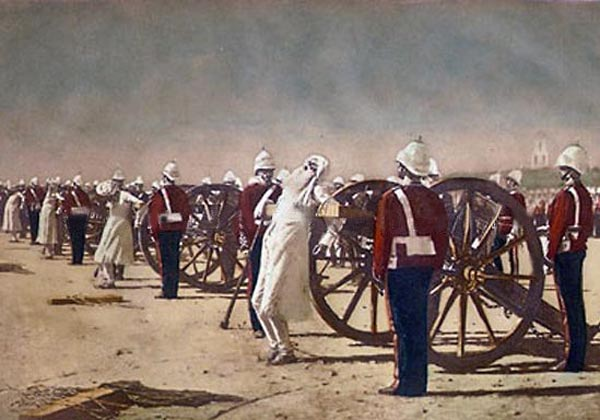
Vereščaginův obraz Střílení z děl v Britské Indii, připomínající potlačení indického povstání Brity

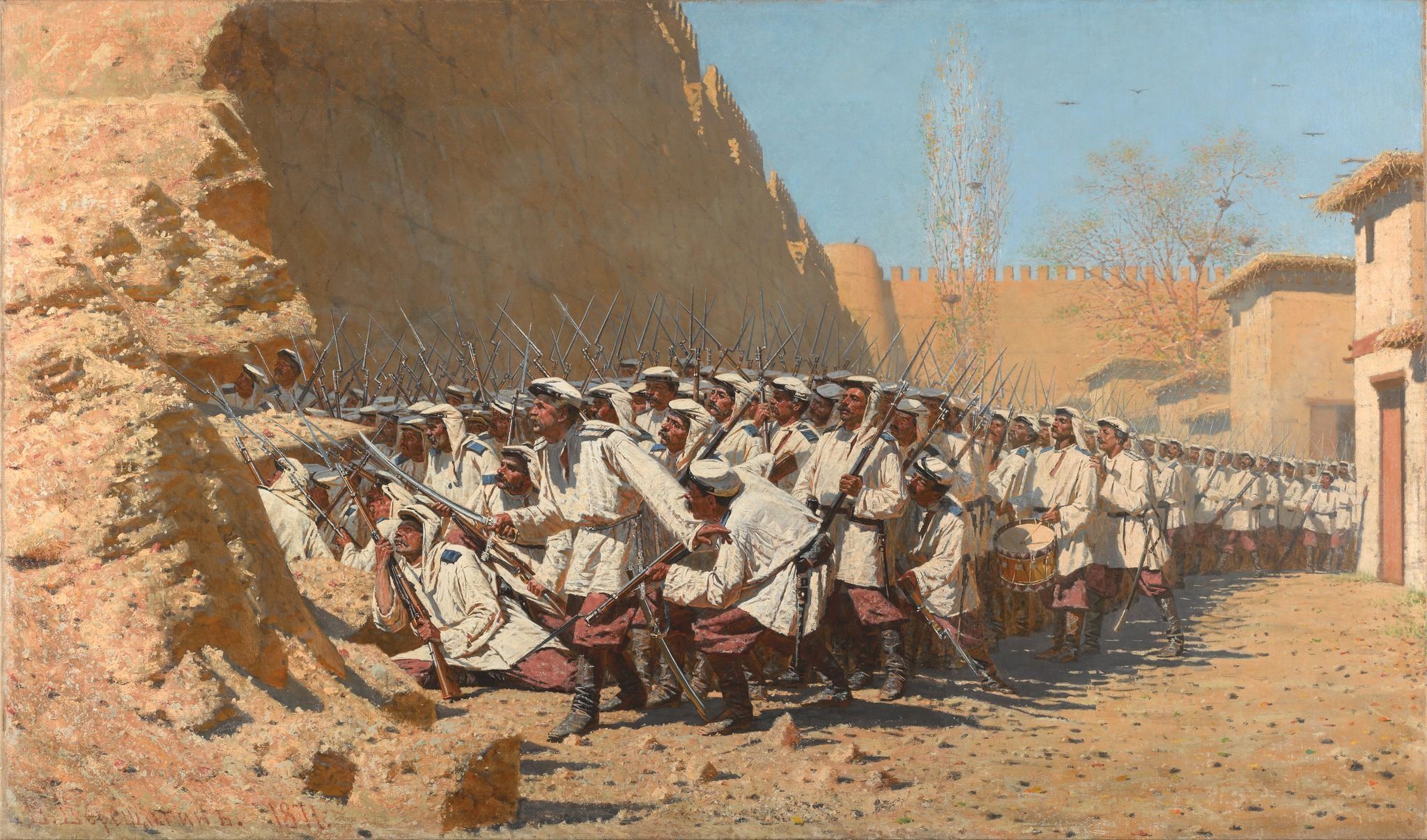
Vereščaginův obraz Ať vejdou! z roku 1871, připomínající dobytí Chivy ruskými vojsky

Michael Romancov uvádí jako definiční znaky velmoci velký vojenský a hospodářský potenciál, schopnost a ochotu v určitých případech jednat unilaterálně (samostatně, bez podpory spojenců), působnost ve velkém prostoru z globálního hlediska a vůli jako mocnost působit (jako příklad nevůle působit jako velmoc uvádí USA před první světovou válkou).
Podle rozsahu působnosti se někdy rozlišuje regionální velmoc (nejsilnější stát či státy ve vztahu k určité oblasti světa) a globální velmoc, jejíž působnost není omezena na určitý region. Za regionální velmoc s globálními zájmy je považována např. Čína.
V době studené války se Sovětský svaz a Spojené státy americké staly, zejména kvůli závodům v jaderném zbrojení, výrazně dominantními velmocemi bipolárně rozdělujcí svět. Byl proto zaveden pojem supervelmoc pro nejsilnější stát či státy světa, které jsou schopny prosazovat své zájmy celoplanetárně. Za supervelmoc jsou od rozpadu Sovětského svazu většinou považovány pouze Spojené státy americké a hovoří se o unipolárním světě.
Stát, který disponuje jadernými zbraněmi a je schopen je vyrábět, se označuje jako jaderná velmoc. Řadí se mezi ně USA, Rusko, Čína, Severní Korea, Indie, Velká Británie, Francie, Pákistán, Írán a Izrael.

## Historie
Termín velmoc se začal používat na Vídeňském kongresu (1814–1815) pro pět evropských států – Francii, Prusko, Rakouské císařství, Ruské impérium a Spojené království, které se za velmoci vzájemně uznávaly. Tyto státy definovaly uspořádání Evropy po napoleonských válkách a mocenskou rovnováhu nazývanou koncert velmocí.
Od roku 1870 se mezi velmoci přiřadilo i Italské království, roli Pruska převzalo sjednocené Německo (1871). Na počátku 20. století se velmocí mimo Evropu staly Spojené státy americké a po vítězství v rusko-japonské válce i Japonsko.
Výsledkem první světové války sjednaným na pařížské mírové konferenci byl zánik velmocenského postavení poražených. Týkalo se to Rakouska zánikem Rakouska-Uherska, oslabeného Německa a zaniklé do Evropy zasahující osmanské říše. Po brestlitevském míru (1918) zaniklo Rusko jako velmoc, ale později toto postavení obnovoval Sovětský svaz.
Po skončení druhé světové války začaly být jako velmoci označovány nejdůležitější Spojenci. Těmi se za války staly Sovětský svaz, Spojené království a Spojené státy, jejichž vrcholní představitelé označovaní jako Velká trojka se poprvé sešli na Teheránské konferenci v roce 1943 a rozhodovali o budoucím uspořádání Evropy. V roce 1945 byla k vítězným mocnostem přibrána Francie, zejména na základě působení de Gaullovy Svobodné Francie, a Čínská republika v důsledku války v Tichomoří.
Uvedených pět vítězných mocností se stalo stálými členy Rady bezpečnosti OSN, nejmocnějšího orgánu nově založené mezinárodní organizace. Status stálého člena jim zajistil díky právu veta rozhodující slovo v Radě, která tak nemůže hlasovat proti jejich zájmům. Situace v Radě ignorovala výsledek čínské občanské války (1949) a teprve v roce 1971 po tchajwanské Čínské republice místo převzala komunistická Čínská lidová republika, během normalizace vztahů s USA.
Druhá světová válka zároveň znamenala mocenský nárůst Sovětského svazu a Spojených států do pozice supervelmocí. To obnášelo globální působení, vůdcovství východního a západního bloku během studené války a jaderné závody ve zbrojení, které vedly k doktrině vzájemného zaručeného zničení.
Po rozpadu Sovětského svazu (1991) zůstala jedinou supervelmocí USA. Od té doby se mluví o novém mocenském uspořádání světa, přechod od unipolárního světa s hegemonií USA, resp. nadvládou globálního západu, k multipolárnímu světu. Proto se uvažuje o petenciálních nových supervelmocech, z nichž největší globální ambice má Čína (sdílený osud lidstva).

## Rozšíření Rady bezpečnosti OSN
V dnešní době se vedou diskuse o rozšíření Rady bezpečnosti OSN o další státy tak, aby věrněji zobrazovala realitu mezinárodních vztahů. Kandidáty na nové členy Rady bezpečnosti OSN (avšak bez práva veta) jsou zejména Brazílie, Indie, Japonsko a Německo.